# الکساندراواک، ژاباری
الکساندراواک، ژاباری (به لاتین: Aleksandrovac, Žabari}} یک منطقهٔ مسکونی در صربستان است که در Braničevo District واقع شده‌است.

## خصوصیات
الکساندراواک ۱٬۵۴۶ نفر جمعیت دارد.